# La Cocha (departement)
La Cocha is een departement in de Argentijnse provincie Tucumán. Het departement (Spaans:  departamento) heeft een oppervlakte van 917 km² en telt 17.683 inwoners.

## Plaatsen in departement La Cocha
- El Sacrificio
- Huasa Pampa
- La Cocha
- Rumi Punco
- San Ignacio
- San José de la Cocha
- Yánima